# Wenzel Brücher
Wenzel Brücher (* 9. April 1981 in Starnberg) ist ein deutscher Schauspieler.

## Leben und Wirken
Wenzel Brücher wuchs in München auf. Die Schauspielerei entdeckte er durch die Regisseurin Marianne Rosenbaum, unter deren Regie er in dem Film Das Sonntagskind (1987) den stummen Jungen Karli spielte. Es folgte die Hauptrolle des Markus Willert in dem Film Lilien in der Bank (1992).
In den Jahren 2006 bis 2010 absolvierte Brücher das Schauspielstudium an der Anton Bruckner Privatuniversität in Linz. Nach dem Studium war er drei Jahre festes Ensemblemitglied am u/hof - Theater für junges Publikum am Landestheater Linz. Seit 2014 arbeitet er freiberuflich.

## Theaterrollen (Auswahl)
- 2011: An der Arche um acht von Ulrich Hub, Rolle: Pinguin 2, Regie: John F. Kutil
- 2012: A clockwork orange von Anthony Burgess, Rolle: Alex, Regie: John F. Kutil[1]
- 2015: Emil und die Detektive von Erich Kästner, Rolle: Emil, Regie: Yvonne Zahn
- 2016: Die Schattenseite meines Lebens als Lichtgestalt von Leon Engler, Regie: Michael Schlecht
- 2017: Schaf von Sophie Kassies, Rolle: Prinz, Regie: Gregor Horres
- 2018: Attentäter von Steven Sondheim Rolle: Charlie Regie: Evgeny Titov
- 2019: Manche mögens verschleiert von Michael Niavarani, Rolle: Farid, Regie: John F. Kutil
- 2021: Shakespeare in Love von Marc Norman und Tom Stoppard Rolle: Sam Regie: Brigitta Waschnig
- 2023: Ladies night von Stephen Sinclair und Anthony McCarten Rolle: Valentin Regie: Katharina Bigus
- 2024: Der Zinnsoldat und die Papiertänzerin von Roland Schimmelpfennig Rolle: Zinnsoldat Regie: Lukas Goldbach

## Filmografie
- 1988: Das Sonntagskind oder der Umstände halber
- 1992: Lilien in der Bank[2]
- 2008: Brachland[3]
- 2008: Missionary and tramp (Kurzfilm)
- 2009: Die Verfilmung meines Lebens (Kurzfilm)
- 2014: Von Ilse ganz zu schweigen (Kurzfilm)
- 2017: EBBE (Kurzfilm)
- 2018: Schaufenstershow mit drei Apparaten (Kurzfilm)
- 2021: Nothing rhymes with beige (Kurzfilm)